# Bianca Kajlich
Bianca Maria Kajlich (* 26. březen 1977, Seattle, USA) je americká herečka. Bianca začala hrát v seriálech, když dostala nabídku od CBS, aby si zahrála roli v sitcomu Pravidla zasnoubení.

## Mládí
Narodila se v Seattlu ve státě Washington. Jejím otcem je doktor Aurel Jan Kajlich a je Slovák. Její matkou je Patti Kajlich (rozená Campan) a je Italka. Maturovala na škole Bishop Blanchet High School v Seattlu. Poté šla na univerzitu Washington v Pullmanu.

## Kariéra
Bianca se zúčastnila natáčení filmů Bring It On nebo Halloween: Zmrtvýchvstání. Vidět ji diváci mohli v seriálech Boston Public, Dawsonův Svět nebo Spiknutí. Momentálně dotočila komedii televizní stanice CBS Pravidla zasnoubení. V roce 2004 ji časopis Maxim pasoval na 74. místo mezi TOP sto nejkrásnějších žen. O tři roky později skončila na 63. místě.

## Osobní život
Bianca se provdala za amerického fotbalistu Landona Donovana dne 31. prosince 2006. Pár se rozdělil ke konci roku 2009 a rozvedli se dne 23. prosince 2010.
16. prosince 2012 se znovu provdala za Michaela Catherwooda. V roce 2014 se jim narodilo první dítě, dcera Magnolia.